# Matthew Mercer
Matthew Mercer (ou « Matt Mercer »), né le 29 juin 1982 en Floride est un acteur de doublage américain. Il est principalement connu pour avoir prêté sa voix à des personnages de jeux vidéo comme Cole Cassidy de Overwatch, Ganondorf de The Legend of Zelda : Tears of the Kingdom ou encore le pilote Jack Cooper de Titanfall 2. Il est également connu pour son rôle de meneur de jeu de l'actual play Critical Role.

## Biographie
Matthew Mercer est né sous le nom de "Matthew Christopher Miller" le 29 juin 1982 en Floride, où il grandit jusqu'à ses huit ans, lorsque la famille déménage à Los Angeles pour la carrière de sa mère.
Sa mère écrivait pour la scène, tandis que son père était musicien. Son jeune frère, Andrew, devint lui-aussi musicien. Comme les parents de Matthew Mercer ne bénéficiait pas de revenus importants et réguliers, son enfance se déroule au gré de déménagements et de changements d'école réguliers, subissant même une période de huit mois où la famille est sans domicile fixe.
Il change son patronyme quand il entre dans le milieu des jeux vidéo et du cinéma, du fait du nombre de personnes qui portent le même nom. 'Mercer' était l'un des patronymes que des membres de sa famille avaient déjà utilisé dans le passé, et avait une sonorité suffisamment proche de son nom de naissance pour qu'il se reconnaisse.

### Études
Pendant sa scolarité, Matthew Mercer reçoit des cours pour corriger son bégaiement, et améliorer sa diction et son débit de parole. Il prend aussi des cours de danse malgré un désintérêt pour les sports. Il découvre le monde des jeux de rôle, d'abord en tant que joueur, puis déjà en tant que maître du jeu.
Malgré une environnement familial propice, il est peu attiré par le métier d'acteur, qui semble éreintant à la fois physiquement et émotionnellement. Mais un professeur du lycée le convainc d'auditionner pour un rôle dans la pièce de théâtre annuelle, et après avoir remporté un rôle majeur, il découvre une échappatoire bienvenue, et est conquis par le monde du théâtre.
Matthew Mercer souhaite au départ se lancer dans l'art et l'animation ; mais son niveau qu'il juge insuffisant, le coût élevé des écoles spécialisées ainsi que la réalité décevante du métier lui font changer de projet .

### Carrière
Après le lycée, Matthew Mercer devient testeur de jeux pour Sound Source Interactive (TDK Mediactive). Il devient rapidement chef-testeur, puis manager avant de contribuer à la production, sur des projets comme God of War 1 et God of War 2, puis est choisi par Sony Santa Monica pour travailler sur Call of Duty: Modern Warfare 2.
Malgré ce début de carrière prometteur, son travail ne le satisfait pas entièrement. Grâce à des amis de son père, il commence à prêter sa voix pour de petits extraits dans des jeux vidéo ou des épisodes d'anime. Attiré par cette carrière qui lui permet de concilier son amour pour le théâtre et son refus initial d'apparaître à l'écran, il décide de se lancer dans cette voie à plein temps.
Bien qu'il fasse parfois des apparitions devant les caméras, il fait principalement des voix de personnages pour des jeux vidéo (Fallout 4, Fire Emblem), des séries (Miraculous, les aventures de Ladybug et Chat Noir) et des animés japonais (Boruto: Naruto Next Generations). Ses rôles les plus célèbres sont notamment Leon Kennedy dans Resident Evil 6 et Resident Evil: Damnation, Cole Cassidy dans Overwatch, Deadshot dans Injustice 2 ou encore Robin dans Batman : Arkham Knight.
Plus récemment, il est connu pour son travail avec Critical Role, une web série qu'il crée en 2015 avec Laura Bailey, Ashley Johnson, Travis Willingham, Taliesin Jaffe, Marisha Ray, Liam O'Brien, Sam Riegel et avec le soutien de Felicia Day, ; une campagne de Donjons et Dragons filmée en direct sur l'internet. Il s'agissait au départ d'un one-shot offert comme cadeau pour l'anniversaire de Liam O'Brian : Matthew Mercer est le Maître du Donjon, et il crée entièrement l'univers dans lequel le groupe joue, au travers de trois campagnes.
Son travail pour la websérie a eu des effets inattendus. La qualité du travail de Matthew Mercer inspire de nombreux fans à commencer à jouer à Donjons et Dragons; à l'inverse, il y a le "Mercer Effect" qui est la déception entre les jeux à la maison des fans et la qualité des épisodes de Critical Role. L'acteur s'exprime souvent sur le sujet, pour aider les personnes concernées à comprendre la différence entre la réalité et la websérie. De par son imagination et la mise en scène, l'acteur a contribué à l'évolution du jeu Donjons et Dragons avec l'écriture de plusieurs livres-jeux pour la 5e édition,,. Il est compté parmi ceux ayant démocratisé le jeu.
En 2015, parmi les projets liés à Donjons et Dragons, Matthew Mercer joue un one shot de Donjons et Dragons avec l'acteur Vin Diesel dans son rôle de The Last Witch Hunter.

### Vie privée
Matthew Mercer épouse l'actrice et co-star Marisha Ray le 21 octobre 2017.

## Filmographie
Matthew Mercer a travaillé dans différents projets sans être acteur. En 2012, il est derrière la deuxième caméra de la série Super Power Beat Down (saison 1, épisode1); et fabrique les costumes dans Batgirl : Spoiled (saison 1, épisode 1 et 2) .
Il produit la série There Will Be Brawl, où il est aussi éditeur (saison 1, épisode 7, 8, 10 et 11), contribue aux effets visuels (saison 1, épisode 7 et 8), design les costumes et réalise un certain nombre d'épisodes (2009-2010).
Dans School of Thrones, Matthew est designer de son et réalisateur. Il réalise aussi un épisode de The League of S.T.E.A.M. (2015).
Néanmoins, une majeure partie de son travail repose essentiellement sur le doublage en anglais de séries et de jeux vidéo.

### Doublage / Voix (anglais)

#### Séries
- 1992-1994: Sailor Moon: Prince Dimande / Kokuritsu
- 1996: Kidô senshi Gundam: Dai 08 MS shôtai: Divers
- 1998: Cowboy Bebop: Divers
- 1998: Trigun: Divers
- 1999: Dual! Paralle lunlun monogatari: Divers
- 2000: The Big O: Divers
- 2009-2013: One Piece: Trafalgar Law
- 2011-2012: Cosmocats: Tygra
- 2011-2012: Fate/Zero: Kiritsugu Emiya
- 2011-2013: Mobile Suit Gundamuc Unicorn: Nigel Garrett
- 2012-2013: Naruto SD Rock Lee: Les Péripéties d'un ninja en herbe: Gaï Maito
- 2012-2020: Sword Art Online: Seijiro Kikuoka / Grimlock
- 2012: Zetman: Hayami
- 2012: Bleach: Shukuro Tsukishima / Moe Shishigawara ...
- 2012: Persona 4: The Animation: Kanji Tatsumi / Taro Namatame
- 2012: Accel World : Black Vice
- 2012: BlackBoxTV : Vince Wilson
- 2013-2014: Prenez garde à Batman!: Ice Pick Joe
- 2013-2014: Nagi no Asukara: Satoru Mihashi
- 2013-2021: L'Attaque des Titans: Levi Ackerman
- 2013: School of Thrones : The Hound
- 2013: Suisei no Gargantia : Chamber
- 2013: Sword Art Online Extra Edition: Kikuoka
- 2013: Blood Lad: Yanagi / Kiji
- 2013: NFL Rush Zone: Sudden Death
- 2013: Batgirl: Spoiled: Batman
- 2015-2021: Miraculous, les aventures de Ladybug et Chat Noir: Ivan Bruel / Voix Additionnelles
- 2015-2020: Bugs! Une production Looney Tunes: Bigfoot / Fat Lady / Footie / ...
- 2017-2019: Boruto: Naruto Next Generations: Sekki / Gyuki / Yamato
- 2019: Demon Slayer: Kagaya Ubuyashiki
- 2019-2020: Amphibia: Voix Additionnelles
- 2019-2020: Lego City Adventures: Divers
- 2020: Blood of Zeus: Hermes / père d'Alexia
- 2020: Les Griffin: Voix Additionnelles (saison 19, épisode 4)
- 2020: Robot Chicken: Ant-man / Aquaman
- 2020: Chico Bon Bon: Le Petit Singe Bricoleur
- 2020: Vancouver by Night: Cuthbert Beckett
- 2020: Ghost in the Shell SAC_2045: Divers
- 2020-2021: American Dad! : Adam / Rob Stewart / Hank Henderson

- 2012-2022: JoJo's Bizarre Adventure: Jotaro Kujo

#### Longs métrages
- 1999: Street Fighter Zero: Divers
- 2005: Leo the Lion: Maximus Elefante
- 2009: Naruto Shippuden, le film : La Flamme de la volonté : San
- 2012: Resident Evil: Damnation : Leon S. Kennedy
- 2012: One Piece Film Z : Bins
- 2013: Gekijouban Hunter x Hunter: The Last Mission: Leorio Paradinight
- 2013: Iron Man: L'Attaque des Technovores: Tony Stark / Iron Man
- 2014: Tiger & Bunny: The Rising: Richard Max
- 2020: Chico Bon Bon and the Very Berry Holiday: Voix Additionnelles
- 2021: Justice Society: World War II: Hourman
- 2021: Mortal Kombat Legends: Battle of the Realms: Strider / Smoke / Voix Additionnelles
- 2022: The Legend of Vox Machina
- 2023 : Resident Evil: Death Island d'Eiichirō Hasumi

#### Court-Métrage
- 2013: The Devil's Spear: Assassin's Creed 4 - Black Flag: Edward Kenway

### Live-Action
- 2009: There Will Be Brawl: Ganondorf
- 2009: Fear News with the Last Girl: Spencer le Clown / Stefan McStorybook
- 2010: Street Fighter High: The Musical : Dan Hibiki
- 2012: Written by a Kid: Postman
- 2012: MAME Drop: lui-même
- 2013: The Ladies & The Gents: Simon B
- 2013: Geek USA : Evan Woodward
- 2014: Shelf Life : Luchador

### Scénariste
- 2009: Fear News with the Last Girl (3 épisodes)
- 2015: Muzzled the Musical

## Ludographie

### Actual play
- Depuis 2015: Critical Role: Maître de donjon
- 2019: UnDeadwood: Clayton Sharpe
- 2021: Exandria Unlimited: Dariax Zaveon
- 2021: Narrative Telephone: Lui-même / Denise

### Jeux vidéo (doublage)
- 2002: Pryzm, Chapter 1: The Dark Unicorn: Zartu / Divers
- 2003: Star Trek: Shattered Universe : Balok / Klingon Commander / Divers
- 2004: Scaler: Scaler / Divers
- 2004: World of Warcraft: Mordresh Fire Eye
- 2006: Ace Combat Zero: The Belkan War : Brett Thompson
- 2007: Chokobo no fushigina danjiyon: Toki wasure no meikyu: Cid
- 2008: ZEN Pinball: Wolverine / Samouraï d'Argent / Rokcet Raccoon
- 2008: Street Fighter IV: Fei Long
- 2008: The Rise of the Argonauts: Phaedon
- 2008: World of Warcraft: Wrath of the Lich King: Halion / General Vezak
- 2008-2009: Hellsing Ultimate: Voix Additionnelles
- 2009: Final Fantasy Crystal Chronicles: The Crystal Bearers : Blaze
- 2009: Wolfenstein : Erik Engle / Wehrmacht Infantry / Axis Medic
- 2009: League of Legends: Gangplank / Kindred (Wolf)
- 2010: No More Heroes 2: Desperate Struggle: Skelter Helter / Bishop Shidux
- 2010: Heroes of Newerth: Monkey King
- 2010: Super Street Fighter IV: Fei-Long
- 2010: Metal Gear Solid: Peace Walker : Soldat
- 2010: Sengoku basara 3: Keiji Maeda
- 2010: Ninety-Nine Nights II: Rolland
- 2010: World of Warcraft: Cataclysm: Fathom-Lord Zin'jatar / Siamat / Atramedes
- 2011: Rune Factory : Tides of Destiny: James
- 2011: Professeur Layton et le Masque Miraculeux: Henry Ledore
- 2012: Fire Emblem: Awakening : Chrom
- 2014: Hearthstone: Heroes of Warcraft : Rexxar / Ragnaros
- 2014: Super Smash Bros. for Nintendo 3DS / for Wii U : Chrom
- 2015: Fallout 4: MacCready / Z1-14 / Voix Additionnelles
- 2015: Fire Emblem Fates : Ryoma / Azama / Shigure / Chrom
- 2016: Overwatch: Cassidy
- 2016: Titanfall 2: Jack Cooper
- 2017: Fire Emblem Heroes : Chrom / Ryoma / Azama / Shigure
- 2017: Fire Emblem Warriors : Chrom / Ryoma
- 2018: Super Smash Bros. Ultimate : Chrom
- 2019: Star Wars Jedi : Fallen Order: Divers
- 2019: Death Stranding: Les fans de Luden / ...
- 2019: Asgard's Wrath: Loki / Steiner / Siggi
- 2019: Mario & Sonic aux Jeux Olympiques : Tokyo 2020: Espio the Chameleon
- 2019: Persona 5 Royal: Yusuke Kitagawa
- 2019: Indivisible: Zebei
- 2020: Popup Dungeon: Magnor / Inuk / ...
- 2020: World of Warcraft: Shadowlands: General Draven / General Bret Hughes / Mar'lan...
- 2020: Final Fantasy VII Remake: Divers
- 2020: Persona 5 Scramble: The Phantom Strikers: Yusuke Kitagawa
- 2020: Yakuza 7 : Goro Majima
- 2020: The Last of Us : Part II: Chef de prison / Voix Additionnelles
- 2020: Blade & Soul Revolution: joueur maniaque
- 2020: Marvel's Iron Man VR: Morgan Stark / Shield Agent A
- 2021: No More Heroes III : Narrateur
- 2021: NieR Replicant: ver.1.22474487139... : Voix Additionnelles
- 2021: Guilty Gear: Strive : Zato=1 / Eddie
- 2023: Fire Emblem Engage : Chrom
- 2023: The Legend of Zelda: Tears of the Kingdom : Ganondorf
- 2023: Baldur's Gate 3 : Minsc
- 2024: Final Fantasy VII Rebirth : Vincent Valentine

### Auteur
- 2017: Critical Role: Tal'Dorei Campaign Setting
- 2020: Explorer's Guide to Wildemount
- 2020: Doom Eternal Assault on Armaros Station

### Contributions
- Liz Marsham et l'équipe de Critical Role, The World of Critical Role: The History Behind the Epic Fantasy, Editions DelRey, 2020,  (ISBN 9781529101225).
- Collectif, Critical Role: Vox Machina Origins T1, Editions Akileos, 2020,  (ISBN 9782355744648)
- Collectif, Critical Role: Vox Machina Origins T2, Editions Akileos, 2021,  (ISBN 9782355745058)

## Récompenses
Pour FullMetal Alchemist: L'Etoile sacrée de Milos, l'équipe des doubleurs (Matthew joue le rôle de Melvin Voyager) remporte le prix choix du public pour le meilleur ensemble vocal du BTVA (Behind The Voix Actor) 2013.
Matthew Mercer remporte ce prix à plusieurs occasions: en 2014 pour Fate/Zero et Fire Emblem: Awakening, en 2015 pour L'Attaque des Titans (il remporte pour ce rôle, individuellement, le prix de la meilleure performance de doublage masculin, ainsi que le prix du meilleur doubleur de l'année) et Persona Q: Shadow of the Labyrinth, en 2016 pour Durarara!! (2015) et en 2017 pour Overwatch.
Critical Role brise les records de financement participatif de Kickstarters en 2019,, obtenant ainsi la récompense de la plateforme, que toute l'équipe se partage.